# زالمزاخ
زالمزاخ (بالألمانية: Salmsach) هي إحدى بلديات مقاطعة أربون في كانتون تورغاو في سويسرا. تبلغ مساحتها 2.7 كيلومتر مربع، ويقدر عدد سكانها بـ 1405 نسمة (حسب تعداد ديسمبر 2015).